# مهران گشنسپ
مهران گشنسپ، جرج/جرجیوس گیورگیس (George Giwargis) یا کئورکس کیوارکیس (Georgus Givargis),
(Georges d'Izala) یکی از پیروان دین نسطوری یا کلیسای مشرق بود. مسیحیان او را که از خاندانی اشرافی بود طرفدار خود کرده و او را به نام گیورگیس تعمید داده بودند (208-225 ,1904:Labourt). پدرش والی نصیبین و جدش حاکم انطاکیه جدید بود. در عنفوان جوانی به دربار راه یافت تا چندی خدمت کند و سپس به مقامات عالی کشوری نایل آید. هنگامی که طاعون در «ماحوزه» (Makhoze سلوکیه یا کتسپون (تیسفون) را بدین نام (ماخوزه) می‌نامیدند) افتاد، مهران گشنسب هم فرار کرد، چه با وجود شکی که داشت هنوز از دین نیاکان خود دست نکشیده بود. او به یکی از املاک خود رفت وسپس به دین عیسوی گروید و خود را به بیابان کشید تادر آنجا حقایق دین جدید را از رهبانان تعلیم بگیرد. اما گابریل سنجاری (گابریل درستبذ) که یعقوبی مذهب بود برای پامال کردن این نسطوری متعصب تدبیری نمود و او را متهم به انکار دین زردشتی کرد و چندان کوشید که شاه او را محکوم و مصلوب کرد.
کارل هوفمان می‌نویسد: او از بزرگان دربار خسروپرویز بود و با خواهر خود پیوند زناشویی داشت که پس از قبول دین مسیحی، او را طلاق گفت.
احتماالاً گابریل سنجاری و یعقوبی‌ها به خوبی آگاه بودند که در صورت ادامه این رویه، بسیاری از اشراف و بزرگان ساسانی تحت تأثیر مهران گشنسپ به کیش نسطوری درمی‌آمدند و در نتیجه آنها قدرت خود در دربار را از دست می‌دادند و نسطوریان دوباره صاحب قدرت عمده در دربار خسروپرویز می‌شدند به همین دلیل گابریل، مطابق گزارش رویدادنامه مختصر پایان شاهنشاهی ساسانی و اوایل اسالم در برابر این اقدام نسطوری‌ها ساکت ننشست و به هر اقدامی دست زد تا مهران گشنسپ را متهم به ارتداد کند. پس بنابراین گابریل که زردشتی‌ها را به دیده دشمن دین مسیح می‌نگریست برای اینکه از شر رقیبان خود خالص شود و از قدرت نسطوریها جلوگیری کند، ارتداد از دین زردشت را دستآویزی برای جلوگیری از نفوذ دوباره نسطوری‌ها می‌کند.
گیورگیس (Giwargis George) و خواهرش ماری در سال ۶۱۳ میلادی اعدام شدند. گیورگیس یک سال بعد از شورای ۶۱۲ که در دربار خسرو پرویز برگزار شد در شهر به اردشیر تصلیب شد.